# 天竜牌
『天竜牌』（てんりゅうはい）は、原作：杉井光、漫画：松井勝法による日本の漫画作品。WEBサイト『マンガボックス』にて2016年第39号からまで連載された。単行本は全3巻、全7話。

## 概要
高校入学を控えた雀荘の打ち子として家計を支える主人公の少年が、謎の女性との邂逅により行方不明になった主人公の父親に借金があることを告げられ、帳消しの条件として超能力を得て異空間の会場で行われている超能力を駆使した麻雀大会に出場して対戦相手に勝ち続けることになり、高校入学直後、最初に対局したヒロインの少女と再会し、互いの素性を打ち明けたうえで超能力の麻雀を打ち続ける「超能力バトル麻雀作品」。
対戦相手の持ち点がなくなると骨だけになり、2つのサイコロになってしまうというホラーなシーン、超能力を駆使して一進一退の駆け引きを行うシリアスなシーン、学園パートや日常的なシーンではお色気シーンなどのギャグ描写も織り交ざったバランスが取れた作風が特徴。

## あらすじ
ある日、ある場所で生死を賭けた麻雀大会が行われていた。高校生の少年・天ヶ崎竜也は三倍満を上がり、対戦相手は命乞いをするが死んでしまう。観客の歓声が響き、火のついた1万円札が舞う中で虚ろな目になっていた竜也は、あとどれくらい勝てば終わるのかと途方に暮れていた。
事の発端は一週間前に遡る。高校入学を控えた春休み中の傍ら、失踪した父・丈司の代わりに雀荘「麻雀 小竜」を経営する竜也に丈司の借金を取り立てに来た牙崩会の遣いを名乗る女性・花竜が現れる。80億円の借金があることを知らされ、竜也は「払えるわけがない」と抗議するが、花竜はそれを承知の上であることを要求する。花竜が懐から取り出した、怪しげな模様が彩られたサイコロ2つを振れば、その時点で借金は帳消しになると諭し、竜也は困惑しながらも要求を受け入れて花竜の指示通りにサイコロを振り、双天（6のゾロ目）を出した竜也は花竜に「選ばれた」と宣告され、竜也の右手の中にサイコロが吸い込まれ、右手の甲に紋様が現れる。約束通りに「現実世界での」借金を帳消しにしたと言った花竜の後を追った竜也は部屋の出入り口だったはずのドアを開けた瞬間、異空間に引き込まれる。
そこは、「天究牌」と呼ばれる生死を賭けた麻雀ゲームが行われている会場であった。花竜に案内される形で中に入った竜也は、そこに麻雀をしている男と少女・孔雀院紅音がいた。その男の右手の甲には、竜也と同じく紋様があり、その紋様が光って、引いた牌を紅音の捨て牌と入れ替える超能力を使っていた。それに驚く竜也に、花竜は「天究牌はただの麻雀ではない」、「お互いの手に宿る麻咒（マントラ）と呼ばれる超能力を駆使して戦う『極限の闘牌』」であることを教えた。
男はリーチを掛けると、紅音は「絶輪」と宣言し、指定した牌を山と河から全て消滅させ、男の待ち牌を封じた。その男は手も足も出なくなり、紅音に振り込んでしまい残高もマイナスになり、骨となって死亡する。その骨は2つのサイコロとなり「処理」された。この光景を見て恐怖を覚えた竜也は喚くが、花竜に強制されて命を賭けて紅音と対局することになる。さらに竜也は「誰がやるか」と抗議するが、花竜に「試合放棄すれば敗者とみなされ、さっきの男みたいに2つのサイコロに『処理』される。竜也がそれでも構わないなら、竜也の姉・燈子と妹・風子を天究牌に引き込む」と言われ、姉と妹を守るために竜也は立ち上がり、紅音に立ち向かい卓に付き、3万点持ちの10局による1億円勝負の火蓋が切られた。
対局が始まり、早速に紅音は「絶輪」で竜也の待ち牌を封じて出あがりをして第1局を制する。竜也は麻咒をどうやって使うか花竜に質問するが、「麻咒の覚醒・使用方法は人それぞれ」と言って突っ撥ねられる。4局連続で勝負を制する紅音に歯が立たず、残り200点となった竜也は「このままでは死ぬ」となすすべもなく絶望する。観客からも「麻咒の使い方が分からず何もできなのでは話にならない」と酷評され、第5局に突入して誰もが「有効牌を引かなければ終わりだ」と言われるほどの絶体絶命の危機に陥り、「1回でも無駄ヅモだったら死ぬ」、「引きたくない！」と思った瞬間、「つかめ」という声が聞こえた。それは、父・丈司の声だった。丈司がどこかにいると訴え、手を止めた竜也に花竜は「ツモらないなら試合放棄とみなすからゲームを続ける」ように促され、さらに「それをつかめ！」と丈司の声に従い引いた結果、無事に有効牌を引き九死に一生を得る。さらにつかむように促す丈司の声に乗って次々に有効牌を引いていく。その手配を見た竜也は一瞬過去を思い出す。それは、竜也がかつて麻雀が難しいと駄々をこねていた頃の記憶の中で、分かりやすく一種類だけでやる麻雀を教えられ、「1から9までの組み合わせからできていて、無限の可能性が広がっている」という言葉を思い出し、竜也の右手の紋様が光る。竜也の覚醒を確信した花竜は「丈司はそこにいる」、「麻咒の源となるサイコロは『天究牌』の敗者の骨で作られたもの」、「丈司の残した力を呼び起こせ。山牌の中に遍在する一色の流れを引き寄せ、固定化し、つかむ力を」と述べ、竜也は麻咒・竜脈を覚醒させ、ツモあがりをして紅音に一矢報いる。
観客も「これで麻咒を持つ者同士の麻雀が楽しめる」と賑わい始め、紅音も竜也が麻咒を使ったと確信し、互いに激戦を繰り広げることになる。3局連続で双方聴牌し動かなくなり、最終10局を迎える。竜也は「竜脈も相手に読まれたら諸刃の剣だ」と慎重に対局を進め、紅音は「絶輪」で容赦なく竜也の有効牌を封じようとする。「また1人殺すのか」と憂う紅音だったが、「自分で決めた道だから引き返さない」と身を引き締めて対局を続ける。紅音は竜也が麻咒を使ったと思い、竜也の手を読んであらゆる牌を封じるも、牌の封じ過ぎが仇となって焦りを感じ、竜也の竜脈は中断され、竜也は紅音の手配読みと「絶輪」を逆手に取って欺き、役満・大三元四暗刻をツモあがり、逆転勝利を収める。
敗北した紅音は残高の金額が残っていたため、竜也は殺さずに済んだと安堵し、観客からも「期待できる」と称賛される。それを前後して花竜から勝利を称えられ、「近いうちに第二戦に招待する」ことと、丈司との間に起こった真実を話し出す。その真相は、初めから竜也を「天究牌」に引き込む予定だったのである。そのことを丈司に話したところ、身の程知らずにも「自分が竜也の代わりに出る」といって参加し、麻咒を発動させることなく敗北・死亡して麻咒のサイコロにされてしまったのであった。丈司を酷評する発言した花竜に、竜也は「父をバカにしていいのは、迷惑を掛けられた自分たち家族だけだ」と啖呵を切ってその場を去り、「散々迷惑かけた父に、もう文句も言ってやれないのか」と父を哀れみ、「天究牌」を後にした。
現実世界に戻ってきた竜也は、家族が無事であるとひとまず安堵して、やがて高校の入学式を迎える。「天究牌」での死闘から、花竜の言葉を思い出して「高校に通っている場合じゃないのかもしれないけど」と憂鬱になっていたが、それを前後して入学式で紅音と再会する。紅音から「『天究牌』のことは他言無用」、「学校では私のことも知らないふりして」と釘を刺した。竜也は「借金が多いのか？」と問われると「ゲームクリアの必要額は100億円で、もう溜まっている」と返し、「天究牌」の実情を知らない竜也に「天究牌」で得たお金は、負債額を支払えば「天究牌」を抜けられる「ゲームクリア」、現実の日本円に変えられる「現金化」、敗者の遺骨でできた麻咒の能力を補強できる「麻咒の購入」、「麻咒にされた人間を生き返らせること」の4つの使い道があると語り、紅音の目的である4つ目の条件にはかなりの賞金が必要であるといい、「同情や立ち止まったりできない」、「再度、竜也に当たったら絶対負けない」と宣戦布告するのであった。このことを知った竜也は、「天究牌」で勝ち続ければ「父を生き返らせることができる」と確信したのであった。
その晩、打ち子として接客していた竜也は上の空だった。それを前後して有名俳優・鷺宮雅人が訪問する。竜也の噂を聞きつけたと語る雅人は竜也と対局し、激戦を繰り広げる。6戦目にして辛くも勝利した竜也に「また打とう」と再会を望む言葉を残してその場を後にするが、この出来事が後の竜也の運命を決定づけることは知る由もなかった。

## 登場人物

### 天究牌
天ヶ崎 竜也（あまがさき たつや）
麻咒名 - 竜脈
本作の主人公。眼鏡をかけた黒髪の少年。行方不明になった父・丈司の代わりに姉と妹とで雀荘を経営する。高校入学を控えた折、花竜との邂逅によって丈司の借金を帳消しにするため、麻咒・竜脈を得て異空間での麻雀大会に出場し、勝ち続けていく。
元々、麻雀は幼少期から丈司に「お前ならきっと強くなる」と言われ習わされていたが、「ルールが複雑で難しい」という理由で駄々をこねていたため好きではなかった。しかし、ピンズのみを使った麻雀で分かりやすく教えられると、少しずつ理解し、苦手を克服していった（そのためか、雀力では姉と妹には劣る）。
竜脈（りゅうみゃく）
竜也の使用する麻咒。ツモの流れを操る「脈」系の中でも最上位クラス。発動と同時にマンズ、ピンズ、ソーズ、字牌のいずれかを指定し、対局の終了までその種類の牌しか引けなくなり、その効果は任意での解除は不可能な上に相手にも読まれやすいというデメリットがあり、「絶輪」などの妨害系の麻咒とは相性が悪く、非常にハイリスク・ハイリターンな能力である。一方、「絶輪」などで一色全ての牌が封じられるとその能力は中断され、他の牌を指摘して再度発動させることも可能。

孔雀院 紅音（くじゃくいん あかね）
麻咒名 - 絶輪
本作のヒロイン。ツーサイドアップにリボンを結んだロングヘアーの少女。「天究牌」で25戦無敗を誇っていたほどの雀力に加えて、麻咒・絶輪を駆使して対戦相手を翻弄してきたため、観客から「女帝」と呼ばれている。これは、麻咒にされてしまった姉を助ける目的のため、不本意ながらも破産寸前の麻咒使いを容赦なく残高を毟ってきた（破産寸前の相手ばかりぶつけるのは花竜の差し金によるもの）。
絶輪（ぜつりん）
紅音の使用する麻咒。妨害系の麻咒の1つで最強の一角とされる。指定した一種類の牌を山と河からすべて消滅させるが、手牌とドラ表示牌には適用されない。自分のツモの度に一回だけ使用が可能。相手の手配や能力を把握していれば有利になる能力だが、手牌の読みが正確でないと効果がないうえに攻撃にも皆無であるため、使用者にはかなりの雀力が要求される。

花竜（ファロン）
本作の狂言回し。紫色のウルフカットに長髪を後ろに結んだ、チャイナドレスを着た長身の美女。「牙崩会」の代行人を名乗る女性で、竜也を麻咒を駆使した麻雀大会「天究牌」に引き込んだ張本人。: 突然、竜也の前に現れて丈司の借金帳を消しにする条件として丈司そのものである麻咒のサイコロを竜也に振らせ、麻咒を覚醒させた。一見クールだが、サディスティックな性格であり、何も知らずに喚き抗議する竜也を足技を駆使して蹴飛ばす、両足でヘッドロックする、紅音に破産寸前の相手ばかりぶつけて「残高ゼロの相手でも容赦なく引導を渡す」という理由で会場を盛り上げて見世物にして面白がっている。
一方で、竜也の雀力に一目置いており、初めから「天究牌」に引き込む予定であった。そのことを丈司に話したが、丈司が「代わりに自分が出る」と言って麻咒を発動することができず敗北し、麻咒のサイコロにされてしまったことを紅音に勝利した直後の竜也に明かした。
鷺宮 雅人（さぎのみや まさと）
麻咒名 - 明鏡（その他、複数所持）
ドラマ・映画に数多く出演している有名な俳優で、ショートヘアーに右目に二つの黒子があるのが特徴である美男子。麻雀好きとしても知られているが、その正体は「天究牌」で無敗（ふるやに勝利した時点で49戦無敗）を誇るAAA（トリプルエー）クラスの打ち手。「天究牌」で評判を得た竜也を探して「麻雀 小竜」を訪れる。竜也との対局後、「また打とう」と言い残してその場を去るが、これが後の竜也の運命を決定づけることとなる。
ふるや きょうじ
麻咒名 - 不明（「脈」系）
氏名の漢字表記は不明。外ハネのオールバックに顎髭を生やした三白眼の男。金を駆使してあらゆる情報を集め、「天究牌」で雅人を追い込むも、雅人の麻咒・明鏡により同じ手をあがられた上に、最後は麻咒を使わずにヒラで打っていた雅人に放銃してしまい敗北、死亡する。雀力は低く、麻咒と持ち前の資金に物を言わせて情報を得て戦ってきたため、そのことを雅人に指摘された。

天ヶ崎 丈司（あまがさき じょうじ）
竜也の父。トゲトゲの短髪と無精髭が特徴。「麻雀 小竜」の経営者で、ある日失踪していたが、花竜と邂逅して竜也の代わりに麻咒を得て「天究牌」に参戦し、麻咒を覚醒させることなく敗北、死亡してしまい麻咒のサイコロとなってしまった。「牙崩会」から借り入れた80億円の借金と共に麻咒は息子の竜也に引き継がれ、窮地に陥っていた竜也を声で助けて勝利に導いた。
生前は男で一つで竜也たちを育ててきたが、ほとんど麻雀のことしか頭になく、正月を前後して賭け麻雀で負けて毟られトランクス一丁となって帰宅し、お年玉も10円しかあげられず、竜也が小学生の頃にも家庭訪問を忘れて麻雀に没頭しており、挙句の果てに失踪してしまったことから竜也に「ろくでなし」と酷評、批難されたが、家族を思う気持ちは本物であり、花竜に酷評された時には「父をバカにしていいのは自分たち家族だけだ」と啖呵を切ったほどで、それほど竜也からも父に対する愛情は残っていた。
竜也に麻雀を教える際にも「難しい」と駄々をこねられていたが、「お前ならきっと強くなれる」と信じてピンズのみでやる麻雀で分かりやすく教えたことによって、後の「天究牌」での竜也のフォームを覚醒させるきっかけとなった。
「天究牌」に参加した理由は定かではないが、竜也たちが墓参りに来た去年の秋に妻の遺骨が墓から盗まれており、美名坂パメラによる「危険な賭けに引き込まれる人間は希望ではなく絶望を抱えてたどり着く」という話により、妻の遺骨を取り戻そうとして参加したことを示唆している。

## 用語
麻咒（マントラ）
「天究牌」の麻雀で『極限の闘牌』を行うための超能力。奇妙な模様をしたサイコロを振り、ゾロ目を出すことで入手できる。
天究牌（てんきゅうはい）
麻咒を駆使して生死を賭けた麻雀「極限の闘牌」を行う麻雀大会。観戦料も安くはない。

## 書籍情報
- 杉井光・松井勝法 『天竜牌』 講談社〈講談社コミックス〉、全3巻 
  1. 2017年1月6日初版発行・発売 ISBN 978-4-06-395856-0[3]
  2. 2017年5月9日初版発行・発売 ISBN 978-4-06-393186-0[4]
  3. 2017年9月7日初版発行・発売 ISBN 978-4-06-510104-9[5]